# Rômulo Alves Nobre
Rômulo Alves Nobre, noto semplicemente come Rômulo (Fortaleza, 28 settembre 1986), è un giocatore di calcio a 5 brasiliano naturalizzato russo.

## Carriera
Avendo disputato solamente incontri amichevoli con il Brasile, in seguito all'ottenimento della cittadinanza russa, nel 2015 debutta con la nazionale russa con cui l'anno seguente raggiunge la finale del campionato europeo.

## Palmarès

### Competizioni nazionali
- Campionato russo: 5
Dinamo Mosca: 2010-11, 2011-12, 2012-13, 2015-16
KPRF Mosca: 2019-20
- Coppa di Russia: 5
Dinamo Mosca: 2010-11, 2012-13, 2013-14, 2014-15
Gazprom Jugra: 2018-19

### Competizioni internazionali
- UEFA Champions League: 1
Palma: 2023-24